# マーク・エスパー
マーク・トーマス・エスパー（英語：Mark Thomas Esper、1964年4月26日 - ）は、アメリカ合衆国の実業家、軍人。2019年7月から2020年11月まで国防長官を務め、それ以前は陸軍長官であった。

## 経歴
1964年4月26日、ペンシルベニア州ユニオンタウンに誕生する。

### 陸軍時代
1986年5月に陸軍士官学校を卒業した。後に国務長官となったマイク・ポンペオとは同期に当たる。1990年に第101空挺師団に属して湾岸戦争に従軍した後、国防総省副次官補として軍縮・核不拡散を担当したことがある。2007年に陸軍中佐の階級で除隊した。
1995年にハーバード大学ケネディスクールで修士号、2008年にジョージ・ワシントン大学で博士号を取得している。

### ロビー活動
2007年にチャック・ヘーゲル上院議員の政策補佐官を勤めた後、アメリカ航空宇宙産業協会、アメリカ商業会議所などでロビイストとして活動した。2010年7月からは大手軍需産業のレイセオンでロビー責任者・政府交渉担当の副社長を務めるなどして7年間活動した。

## 政治家への転身
2017年11月20日、ライアン・マッカーシー陸軍長官代行の後任の陸軍長官に就任した。2018年にジェームス・マティスがシリア撤退を巡ってトランプ大統領と対立、国務長官辞任の意向を示した後、2019年6月18日に国防長官代行を務めていたパトリック・シャナハンが家庭上の都合で次期国防長官への指名を辞退したことから、6月24日付けでエスパーが国防長官代行に就任することが決定し、同年7月15日に陸軍長官を退任した。
2019年7月23日、アメリカ合衆国上院はマーク・エスパーを国防長官に充てる人事を賛成90・反対8で承認し、同日中に宣誓して正式に就任した。
2019年8月3日、オーストラリアを訪問し、中距離核戦力全廃条約の破棄直後のタイミングでアジアに中距離ミサイルの配備を希望するコメントを出したため、後日オーストラリアのスコット・モリソン首相が国内に配備しない旨の釈明を行う記者会見も行なわれた。
2019年8月7日、日本を訪問して岩屋毅防衛大臣と会談し、アメリカが主導する有志連合（ホルムズ海峡周辺での民間船舶の安全を確保する活動）への協力を要請した。8月8日にかけてモンゴルを訪問し、ニャマー・エンフボルド国防相と会談した後に韓国を訪問した。8月9日に鄭景斗国防部長官との会談でホルムズ海峡付近での有志連合への協力要請の他、北朝鮮に対してCVID（完全かつ検証可能で不可逆的な非核化）まで制裁を継続することを確認し、韓国側で独自に制裁緩和を図ろうとする動きを牽制した。また日韓貿易紛争に伴い、韓国内で破棄も取り沙汰されている日韓秘密軍事情報保護協定の必要性について言及したが、韓国側は同月中に同協定の破棄を発表した。8月28日にジョセフ・ダンフォード統合参謀本部議長と共に開いた記者会見で、協定破棄を「極めて失望したし、依然として失望している」と表明した。同協定の継続については同年11月に韓国を訪問した際にも文在寅大統領と面会し、破棄を見直すよう説得に当たっている。

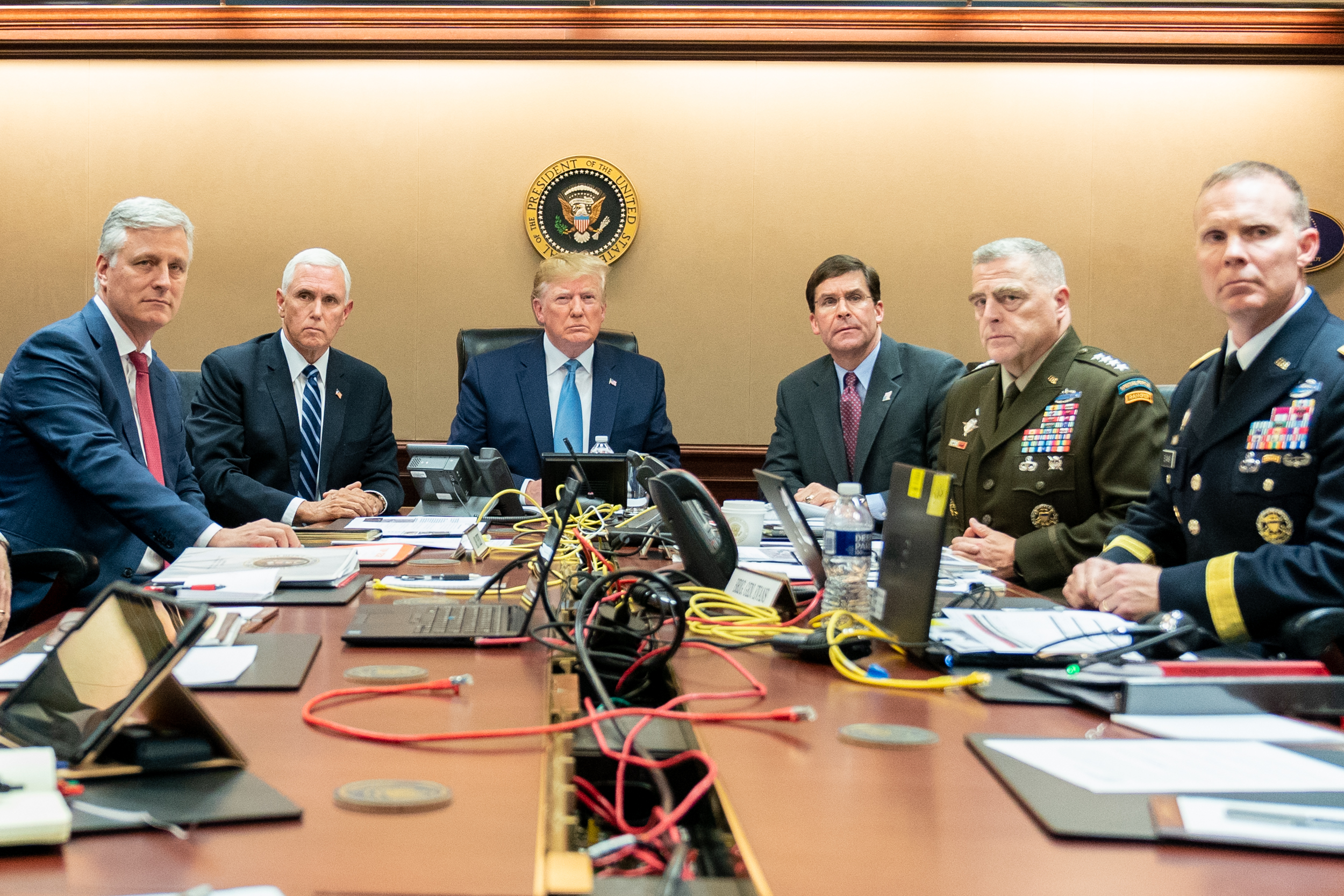
カイラ・ミューラー作戦をトランプ大統領と共に見守るエスパー。（2019年10月26日）

### 2020年ミネアポリス反人種差別デモ
2020年5月25日、ミネソタ州ミネアポリスで発生したジョージ・フロイドの死を発端とする2020年ミネアポリス反人種差別デモの一部が暴徒化すると、トランプ大統領は連邦軍の出動を示唆した。これに対してエスパーは6月3日の記者会見で、現時点で連邦軍の出動を可能とする反乱法の適用は支持しないとして一線を引いた。これにトランプ大統領が激怒し、発言直後に解任を検討したと伝えられる。さらに6月11日、反人種差別デモが暴力的に鎮圧された後、ホワイトハウスに隣接するセントジョン米聖公会教会で行われたトランプ大統領の聖書を手にした写真撮影会にエスパーと軍服姿のマーク・ミリー統合参謀本部議長が同行したことは軍の政治的中立性を逸脱するものとして批判された。エスパーは記者会見で「写真撮影があることは知らなかった」と釈明。2020年アメリカ合衆国大統領選挙直後の同年11月9日、トランプはエスパーを解任したことをツイッターで発表した。

### 政権移行妨害の阻止
2021年1月3日、バイデン政権への移行を妨害するトランプ大統領の試みに国防総省や軍の高官が一切協力しないよう呼びかけるディック・チェイニー、ジェームズ・マティス、レオン・パネッタ、ドナルド・ラムズフェルド、ウィリアム・コーエン、チャック・ヘーゲル、ロバート・ゲーツ、ウィリアム・ペリー、アシュトン・カーターら歴代国防長官10人の共同声明に名を連ねた。また国防総省は、トランプ政権時代に米軍の女性将官の昇進をトランプ大統領が妨害する恐れのあることを懸念し、政権移行まで先送りしていたことが明らかになった。

## 回想録
2022年5月10日、エスパーは彼の回顧録『聖なる誓い』を出版、2020年のブラック・ライブズ・マターのデモで苛立ったトランプ大統領が、あいつらを撃てないのか、足を撃つとかできないのかなど、反乱法の発動を望んでいた事、トランプ大統領がメキシコの麻薬密輸組織へのミサイル攻撃を提案していたことたことなどを公表、また国際問題に発展することを恐れ、国防総省がこの文言の削除などを働きかけていたことを明らかにした。

## 家族
1989年10月にリア・レイシーと結婚し、3人の子女が誕生した。